# Bekkaria
Bekkaria (em árabe: بكارية) é uma comuna localizada na província de Tébessa, Argélia. Sua população estimada em 2008 era de 9 917 habitantes.